# Rie Osted
Rie Osted (født 3. november 1940) er en dansk journalist og forfatter til en lang række bøger.
Rie Osted har arbejdet som journalist siden 1969. Hun har blandt andet skrevet fast for ALT for damerne i 10 år, og var i 90'erne fast klummeskribent på Berlingske Tidende. Fra 1999-2006 var hun redaktør for magasinet Julen.
Som forfatter står hun bag krimiserien med Andrea De Lima, som tæller Dag&Nat som udkom i 2010, "Den røde dame" som udkom i 2011 og Huset på skrænten som udkom i 2013.
Udover krimier har Rie Osted skrevet flere romaner deriblandt "Men Anna hun lo" fra 1987, hvor Danmarks historien gennemgås ud fra forskellige kvinders synsvinkler. 
I 2017 udkom romanen Dage på en ø.